# Општина Тиљагд (Бихор)
Тиљагд (рум. Tileagd) општина је у Румунији у округу Бихор.
Oпштина се налази на надморској висини од 174 m.